# Supermarine Seafire
Pour les articles homonymes, voir Seafire.
Pour un article plus général, voir Supermarine Spitfire.
Le Supermarine Seafire est une version navale du Supermarine Spitfire spécialement adaptée à des opérations menées depuis un porte-avions. Le nom Seafire vient de la contraction du nom Sea Spitfire.

## Origines du Seafire

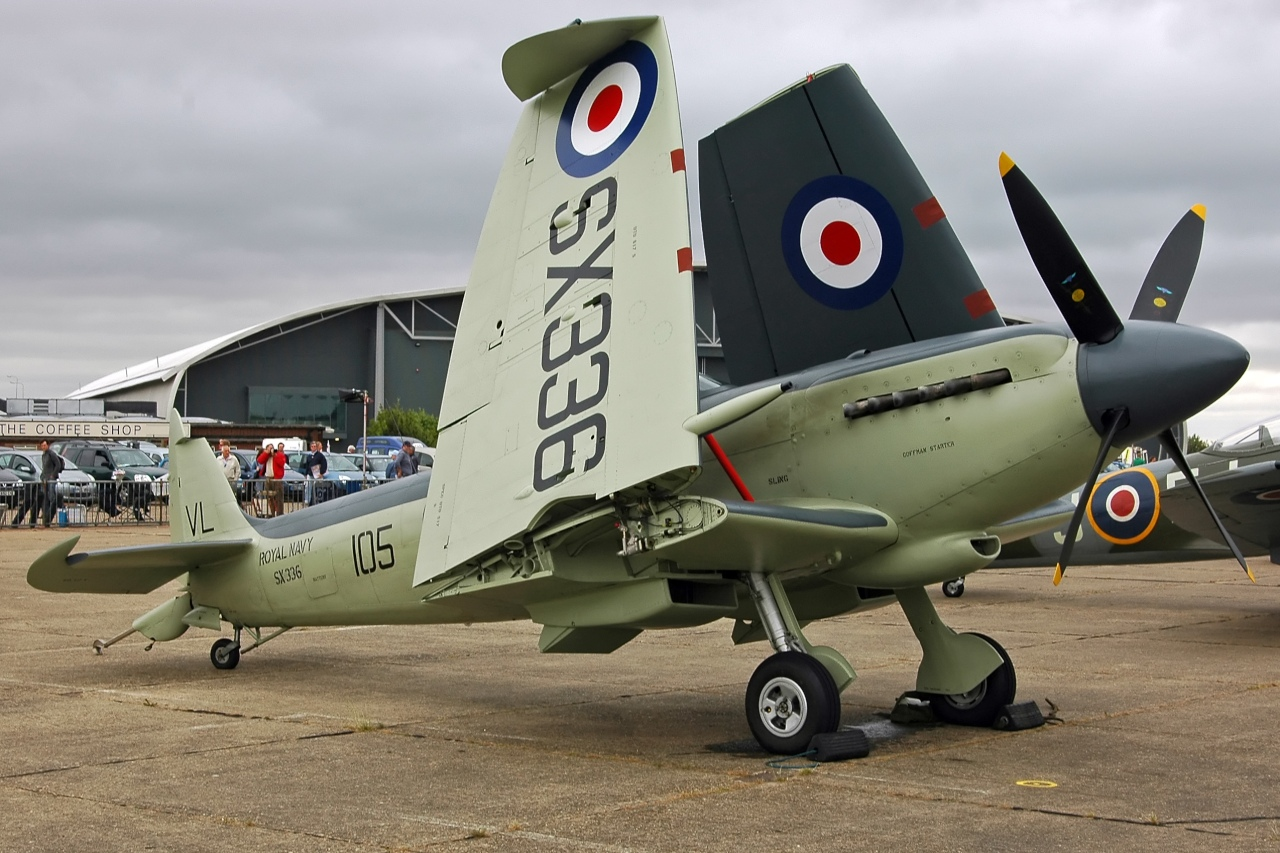
Un Seafire F XVII à moteur Griffon avec ses ailes repliées.

L'Amirauté britannique montre pour la première fois un intérêt pour un Spitfire embarqué en mai 1938, durant une réunion avec Richard Fairey de Fairey Aviation. Il propose alors que son entreprise dessine et construise un tel appareil. Mais la réponse est négative, et le projet est abandonné. La FAA doit alors se contenter de commander des Blackburn Roc et des Gloster Sea Gladiators, qui se révèleront tous deux inadéquats.
Le besoin d'un Spitfire embarqué est remis sur la table en novembre 1939 lorsque l'Air Ministry permet au commander Ermen de voler sur un Spitfire I. Après ce premier vol dans le R6718, Ermen apprend que Joseph Smith, concepteur en chef chez Supermarine, a eu pour instruction d'adapter une crosse d'appontage « A-frame » sur un Spitfire ayant volé le 16 octobre ; un croquis de cet avion est montré au Fleet Air Arm le 27 octobre. Après de nombreuses discussions, Supermarine soumet un dessin d'un Spitfire avec ailes repliables et crosse d'appontage. Les ailes se plient alors au niveau du train d'atterrissage; les extrémité des ailes pivotent et se rangent vers l'arrière, parallèlement au fuselage. Le 29 février 1940 l'Amirauté demande au Air Ministry de lancer la production de cinquante Spitfire à ailes repliables, avec les premières livraisons prévues en juillet. Cependant, pour diverses raisons, Winston Churchill, alors Premier Lord de l'Amirauté, annule la commande, écrivant à Lord Beaverbrook:

« Je pense qu'il est d'une importance capitale que la production des Fulmar continue. »

Il faudra alors attendre plus de 18 mois avant que les premiers Seafire ne soient construits. En effet, au moment où l'on a tant besoin de Spitfires terrestres, le détournement de ressources pour la construction d'une variante navale aurait réduit la production. Pour couvrir les besoins jusqu'à l'entrée en service du remplaçant du Fulmar (Spécification N.5/40 - qui sera le Fairey Firefly), la FAA commande à Grumman des Wildcat. Ceux-ci entrent en service vers fin 1940 sous le nom de Martlet.

### Tableau des versions
| Seafire IB         | version navale du Spitfire VB (166 exemplaires) |  |  |
| Seafire IIC        | points d'attache pour catapulte de porte-avions et train renforcé ; Merlin 32 et hélice quadripale (372 exemplaires)                                                                           |  |  |
| Seafire III        | ailes repliables ; Merlin 55M de 1 600 ch (1 182 kW) (1 220 exemplaires) |  |  |
| Seafire XV         | Griffon VI de 1 675 ch (1 380 kW); radiateurs asymétriques du Spitfire XII ; généralement avec crochet ; dernières séries avec verrière en goutte d'eau (390 exemplaires)                      |  |  |
| Seafire XVII ou 17 | fabriqué depuis le Seafire XV (232 exemplaires), tous les exemplaires ayant une verrière en goutte d'eau                                                                                       |  |  |
| Seafire 45         | cellule nouvelle du Spitfire 21 (50 exemplaires) |  |  |
| Seafire 46         | semblable au Spitfire 22 ; verrière en goutte d'eau (24 exemplaires) |  |  |
| Seafire 47         | aile repliable (généralement par système hydraulique) Griffon 87 ou 88 de 2 400 ch (1 772 kW) capacité en carburant augmentée ; fin de série FR avec appareil photographique (140 exemplaires) |  |  |

## Utilisateurs
Canada
- Marine royale canadienne : de 1946 a 1954

 France
- Aviation navale : Deux flottilles équipées de Seafire MkIII sur les porte-avions Dixmude et Arromanches, la 1F à partir de 1946, et la Flottille 12F reformé en 1948. L’Aéronautique Navale reçu en tout 179 Mk.III, une grande part pour servir de pièces de rechange, entre 1945 et 1946; ils sont interdits d'appontage début 1949. 15 Mk.XV sont livrés les 17, 24 et 28 juin 1949 pour un remplacement d'urgence, ils sont eux-mêmes interdit d'appontage le 13 mars 1950, les derniers étant rayés des inventaires en 1951[6]. Ils restent en ligne jusqu'à l'arrivée en 1950 de 139 F6F-5 et F6F-5N Hellcat américains d'occasion nettement supérieurs[7]

 Irlande
- Corps aérien irlandais

 Royaume-Uni
- Royal Navy
  - Fleet Air Arm
  - Royal Naval Reserve

### Développement lié
- Supermarine Spitfire
- Supermarine Seafang

### Aéronefs comparables
- Hawker Sea Hurricane
- Mitsubishi A6M Zero